# 亞馬遜河斯坦達脂鯉
亞馬遜河斯坦達脂鯉（学名：Steindachnerina amazonica），為輻鰭魚綱脂鯉目脂鯉亞目無齒脂鯉科的其中一個種，分布於南美洲巴西托坎廷斯河流域，體長可達9.9公分，棲息在底層水域，以生活習性不明。